# 오하사마정
오하사마정(大迫町)은 이와테현 히에누키군에 있었던 정이다. 현재의 하나마키시 중 오하사마정을 뜻하는 각자에 해당한다.
와인 생산지로 알려졌었다.

## 역사
- 1889년 4월 1일 - 정촌제 시행과 함께, 단독으로 오하사마정이 성립하였다.
- 1892년 10월 9일 - 우치카와메 촌·소토카와메 촌과와의 정촌 조합에서 이탈하였다.
- 1955년 1월 1일 - 가메가모리 촌·우치카와메 촌·소토카와메 촌와 합병해, 새로운의 오하사마정이 성립하였다.
- 2006년 1월 1일 - 이시도리야정 및 와가군 히가시와정과 함께 하나마키시와 합병하여 새로운 하나마키시의 일부가 형성되었다.

## 교통

### 도로
- 국도 396호선